# هارولد كيلي (لاعب دوري الرغبي)
هارولد كيلي (بالإنجليزية: Harold Kelley)‏ هو لاعب دوري الرغبي أسترالي، ولد في 1880، وتوفي في 1948.